# 2-Chlorethanol
2-Chlorethanol, häufig auch als Ethylenchlorhydrin bezeichnet, ist ein Chlor-Derivat des Ethanols und gehört zu den giftigsten organischen Halogen-Verbindungen.

## Vorkommen
2-Chlorethanol kann in Lebensmitteln entstehen, vor allem in Gewürzen, die mit Ethylenoxid sterilisiert wurden. In Deutschland war die Begasung mit Ethylenoxid bis 1981 zugelassen, um Viren, Bakterien und Pilze abzutöten. Seither ist diese Art der Sterilisation im Lebensmittelbereich verboten, da man inzwischen weiß, dass sowohl Ethylenoxid als auch sein Umwandlungsprodukt 2-Chlorethanol hochgiftig und erbgutverändernd sind. Allerdings ist in vielen Drittländern die Begasung mit Ethylenoxid, beispielsweise vor dem Schiffsversand, immer noch das Mittel der Wahl.

## Herstellung
Im Labor kann 2-Chlorethanol aus Ethylenglycol durch Erhitzen mit Chlorwasserstoff hergestellt werden.
Technisch wird es durch Chlorhydrinierung von Ethen mit Hypochloriger Säure (HOCl) erzeugt.
Die HOCl kann dabei aus Chlorkalk mit Chlorgas in wässriger Phase oder direkt durch Einleiten von Chlor in Wasser unter Druck gebildet werden.

## Eigenschaften

### Physikalische Eigenschaften
Die farblose Flüssigkeit hat einen schwachen, angenehm süßen Geruch, der an Ether erinnert. 2-Chlorethanol siedet unter Normaldruck bei 129 °C. Die molare Verdampfungsenthalpie beträgt am Siedepunkt 45,7 kJ·mol−1. Die Dampfdruckfunktion ergibt sich nach Antoine entsprechend log10(P) = A−(B/(T+C)) (P in bar, T in K) mit A = 5,44166, B = 2082.063 und C = −18.844 im Temperaturbereich von 269 bis 402 K. Die Verbindung ist mit vielen Alkoholen und Wasser mischbar.

### Sicherheitstechnische Kenngrößen
2-Chlorethanol bildet oberhalb der Flammpunktstemperatur entzündliche Dampf-Luft-Gemische. Die Verbindung hat einen Flammpunkt bei 55 °C. Der Explosionsbereich liegt zwischen 5,0 Vol.‑% (160 g/m3) als untere Explosionsgrenze (UEG) und 16,0 Vol.‑% (540 g/m3) als obere Explosionsgrenze (OEG). Die Zündtemperatur beträgt 425 °C. Der Stoff fällt somit in die Temperaturklasse T2.

## Verwendung
2-Chlorethanol findet eine recht vielseitige Anwendung bei der Synthese von Farbstoffen, Insektiziden, Anästhetika und Weichmachern. Dabei vor allem als Reagenz für die Hydroxyethylierung.
Primär wird es zur Herstellung von Ethylenoxid verwendet. Gelegentlich wird es als Lösungsmittel für Celluloseacetat und Ethylcellulose eingesetzt. Der Handel mit und der Transport von 2-Chlorethanol haben nur ein recht geringes Volumen. Meist wird es unmittelbar vor Ort erzeugt und direkt weiterverarbeitet.

## Toxikologie
2-Chlorethanol ist ein gefährliches Gift, da nach Hautkontakt mit der Flüssigkeit meist eine örtliche Reizwirkung fehlt, die als Warnzeichen dienen könnte. Jeder Kontakt mit den Dämpfen oder der Flüssigkeit muss deshalb unbedingt vermieden werden. Die Aufnahme über die Haut hat mehrfach zu Todesfällen geführt. Dämpfe von 2-Chlorethanol reizen die Augen und die Atemwege. Das Zentralnervensystem wird gelähmt und es entstehen Leber- und Nierenschäden. Bei der Verbrennung entstehen unter anderem Chlorwasserstoff und das hochgiftige Phosgen.
Auch wenn in älteren Quellen von einer kanzerogenen Wirkung im Tierversuch berichtet wird, so zeigen neuere Untersuchungen, dass dies nicht der Fall ist. In den Versuchen zeigt die Substanz allerdings ein mäßig mutagenes Potenzial.